# پروانه‌ماهی دماغ‌سیاه
پروانه‌ماهی دماغ‌سیاه (نام علمی: Johnrandallia nigrirostris) نام یک گونه از تیره پروانه‌ماهی است.